# Живорад Милич
Живорад Милич, известен още като Dj Lion, е музикант от Пирот, сред най-успешните DJ и продуценти, както в Сърбия и България, така и в Източна Европа.
Стилът му се определя като класически, минималистичен и комерсиален хаус, който варира от дийп до техно саунд. Успява да създаде един звук от всичко това, в който винаги преобладава силният и плътен бас. Притежава уникалното умение да смесва стилно фънк, електро, прогресив, минимал, тек, трайбъл, дийп хаус и вокал в едно и също време.

## Биография
Роден е през 1980 г. в Пирот – място, отдалечено от произхода на клубната култура в бивша Югославия. Първият контакт с музиката за Милич е все още в детството, когато започва да свири на пиано. На възраст 16 години организира домашни партита, където пуска музика и скоро завладява сърцата на приятелите си, въпреки че електронният звук е слабо познат в родината му. Първият му ангажимент е в клуб „By Italy“ в Пирот, където работи до момента, в който завършва гимназия.
Живорад Милич е сред пионерите на Балканския полуостров на ъндърграунд сцената – собственик и съосновател на лейбъла Patent Skillz Records в България, базиран сега в Берлин. Той е първият някога английски студент на SAE Берлин. Стилът на музиката му е съставен от кристално чист и мощен звук, който грабва публиката. Той е мистериозно способен да събира уникален „букет от звуци“, който в един момент се разпръсва наоколо като приятен мирис и докосва най-дълбоката част на душата. Още през 1990-те години развива кариерата си с огромна и непрестанна любов и преданост към музиката.

## Кариера
С над 200 продукции Dj Lion постоянно присъства в TOP 100 в най-големия портал за електронна музика Beatport, с парчета като „Dreamfields“ supported by Tiesto, „Haters“ – копродукция със Stan Kolev. Ремиксът му C-Pure „Cat on the rain“ е избран за Beatport Burners Episode 44. Големият му сингъл ”SEEME“ стига до TOP 10 на Japanese Powerhouse WestBeat, „Should be free“ – парче, което се издава на аржентинския топ лейбъл Sick Watona for Ricky Rayan’s Discomaniacs.

### 2001
След като завършва училище, Dj Lion се премества в Ниш, където продължава своето следване. Инвестира повечето от спестяванията си в оборудване и техника и не се отказва от любимата си работа като DJ. Скоро печели резиденция в най-горещите клубове в Ниш – „Сцена“, „OPERA“, „Галерия“, „ONE PLACE“ „IRISH PUB“, „ECLIPS“, „SORABI“, NIGHT CLUB „CHAIR“. Първата голяма почивка за Dj Lion идва с работата в най-популярните клубове в известния планински курорт Капаоник. На неговата младежка възраст от 21 години Lion вече е DJ звезда. Той е сред онези хора, които винаги се стремят към съвършенство в музиката. Не е изненада за никого, че независимо над какво работи – неговите собствени продукции, ремикси или DJ сетове – неговата любов към музика му дава сила да се усъвършенства все повече и повече. Той е успешен млад DJ, както е и студент по „Звуков дизайн“ в Академията за производство на музика в Белград.
Освен сръбско има и български гражданство.

### 2003
През 2003 г. продукцията на Dj Lion – Fullbite Session и Светла Иванова, озаглавена „Mr. DJ“, влиза в World chart express MTV. DJ Lion прави и собствени миксове за някои от най-добрите on-line радиостанции, като Paul Van Dyk’s Vonyc Sessions, Frisky radio и Proton radio.

### 2009
2009-а се оказва много успешна година за Dj Lion. Той застава зад ремикса ‘8 Letters’ на Holmes Ives, следван от ‘Boom’ с участието на Lane McCray от La Bouche; веднага след това ремикса на Stan Kolev на парчето ‘Miraculous Ways’ с участието на No Mercy. Участията му в Mansion, New York, Ibiza, Washington DC се оказват само част от върховете в неговата кариера.
За 14-те години зад пулта Dj Lion работи с имена, като Timo Maas, Benny Benassi, Satoshi Tomiie, Leftfield, Marshall Jefferson, Chab, Michael De Hey, Jon Silva, Coco Silco, Flash Brothers, John Creamer, Stephan K, Behrouz, Audiojack, Stan Kolev, Lee Kalt, Ivano Bellini, Scumfrog, Dave Angel, Ahmet Sendil, James Lauer, Marko Nastic, Paranoid Jack и Super Discount.
Разбира се клубовете, в които е представял своите продукции, са отново сред най-добрите. Между тях са Chervilo, Escape, PR, Mania, Comics, Masai, Plazma, Scena, Bassment, Sound, Cielo, Cacao Beach, and Lifka.
Като част от световната клубна сцена Dj Lion взима участие и в някои от най-големите фестивали и форуми, като Exit Music Festival, Novi Sad, Bokeska Noc, Montenegro, Fashion Week Belgrade, Jeggermeister, Camel Winter Tour, SEEME Festival, Sofia.
Следват много успешни проекти, сред които Morandi – популярен дует в Европа. Dj Lion прави официалня ремикс на супер успешното парче „Colors“, както и прави едно от най-зебележимите участия на „Ловеч фест 2009“ с цялата група на живо.
Доказателство за таланта на Dj Lion е и поканата от българския изпълнител Миро, който възлага работата по ремикстите на „Губя контрол“ парчето, спечелило 5 награди.
Друг голям проект се оказва създаването на единствената в света стая за манипулация на гласа – „Magic Vocal Room“. Обработката на гласа се прави в реално време, като по този начин хората на момента стават свидетели и слушатели на „чудесата“, които се създават за тях. Те споделят: „В тази стая сякаш преминах в друга планета.“ Основното оръжие, което се използва, е гласът. Всеки посетител споделя, че наистина се пренася в един друг свят (www.youtube.com/magicvocalroom).
Със своята успешна кариера на продуцент и ремиксатор през 2009 г. Dj Lion решава да създаде единствения на Балканите семинар за продуценти „The Magic Of Production“. Семинарът учи как се правят парчета и живи участия, но най-вече цели да създаде една общност от истински професионалисти сред желащите да бъдат истински DJ и продуценти.

## YouTube views
| Песен                   | Година | Views on YouTube |
| ----------------------- | ------ | ---------------- |
| Loosing Control         | 2009   | 106 345          |
| Put Your Sunglasses On  | 2014   | 2321             |
| Vogue                   | 2014   | 67 149           |
| Feel Inside             | 2009   | 13 227           |
| Scarelight              | 2013   | 2884             |
| Repeat Repeat           | 2012   | 13 818           |
| Blow Up                 | 2012   | 8170             |
| Wake Up Slowly          | 2012   | 6737             |
| Down To Love Town       | 2012   | 5337             |
| Angry Birds             | 2011   | 8507             |
| Let the Goos Times Roll | 2013   | 15 941           |
| Somebody Tell Me Why    | 2012   | 2871             |
| Tazround                | 2014   | 240              |
| Put Your Sunglasses Off | 2014   | 512              |
| Krakra Hurricane        | 2011   | 23 321           |
| Sound Tube              | 2012   | 1033             |
| Should Be Free          | 2009   | 16 523           |
| Mania                   | 2007   | 2030             |
| Extravaganzza           | 2013   | 10 453           |
| Dj Never Stop           | 2009   | 3543             |
| Freak Show              | 2012   | 1505             |
| Crazy Trumpet           | 2011   | 869              |
| One Man Company         | 2014   | 11 095           |